# Chysis laevis
Chysis laevis Lindl., 1840 è una pianta della famiglia delle Orchidacee originaria dell'America centrale.

## Descrizione
C. laevis è una pianta epifita (cresce su tronchi e rami di alberi), che presenta pseudobulbi addensati, a forma di clava, con molti nodi, portanti, nelle parti apicali, foglie distiche, oblungo-lanceolate, acuminate, membranose.  Fiorisce dal tardo inverno alla  primavera con un'infiorescenza a racemo robusta, prima eretta e poi pendula, lunga circa 30 centimetri, portante una decina di fiori,   profumati, di lunga durata, con petali e sepali con varie sfumature di giallo oro e  labello bilobato, anch'esso giallo oro, screziato di rosso..

## Distribuzione e habitat
Questa specie è originaria dell'America centrale e in particolare del Messico meridionale, Guatemala, Honduras, Nicaragua, El Salvador.
Cresce come epifita della foresta pluviale, in zone a densa ombra, ad altitudini comprese tra 700 e 1800 metri..

## Coltivazione
Le piante appartenenti a questa specie sono meglio coltivate in vaso, in terreno di media consistenza, ben drenato e richiedono una posizione a mezz'ombra, temendo la luce diretta del sole e temperature calde. Nel periodo vegetativo devono essere annaffiate frequentemente..